# 麻栗坡兜兰
麻栗坡兜兰（学名：Paphiopedilum malipoense），为兰科兜兰属下的一个植物种。